# Chubut (1865)
La goleta Chubut fue un buque de la Armada Argentina que cumplió un destacado papel auxiliando a los inmigrantes galeses en la Argentina y en la exploración y defensa de la soberanía de su país en la Patagonia argentina. Durante su comisión fue descubierto Lago Argentino. 

## Historia
A mediados de 1865 fue fundada a orillas del río Chubut la población de Rawson por los primeros inmigrantes galeses. La colonia estaba aislada, rodeada por el mar y un árido desierto recorrido solo por dispersas tribus indias, por lo que la única comunicación posible con la ciudad de Buenos Aires y la más cercana Carmen de Patagones era por mar. Ante esa situación la administración del presidente Bartolomé Mitre dispuso la adquisición de una goleta sueca surta en el puerto que se juzgó tenía excelentes condiciones marineras para esa misión.
Rebautizada Chubut en homenaje al río de ese nombre, con casco fabricado con madera de roble sueco, tenía 23.50 m de eslora, 8.3 m de manga, 5 m de puntal, un calado de 2 m y 120 t de desplazamiento. 
En 1866 fue puesta a disposición de los colonos operando con éxito entre Rawson y las ciudades de Patagones y Buenos Aires hasta enero de 1872, cuando fue restitituída a la Armada Argentina ante la conflictiva situación con Chile en el sur de la Patagonia y la decisión del presidente Domingo Faustino Sarmiento de crear una nueva escuadra moderna (la llamada Escuadra Sarmiento).
Al mando sucesivo del capitán Constantino Jorge y del teniente José María Bustillo fue trasladada a los astilleros de la armada en Río Luján para repararse, tras lo cual se integró como aviso a la escuadra en el Río de la Plata siendo al poco tiempo destinada como depósito de carbón del vapor Pavón.

### Misión en Santa Cruz
Al decidir Sarmiento ocupar el río Santa Cruz la Chubut fue elegida para esa misión y puesta al mando del comandante del buque escuela General Brown teniente coronel de marina Guillermo Lawrence, quien a principios de abril de 1873 se hizo cargo de su nuevo destino, llevando como segundo al teniente Demetrio Pietrowich. 
El alistamiento se realizó en La Boca del Riachuelo. Se cargaron dos cañones de bronce de a 12, que serían normalmente llevados sin armar en bodega, se embarcaron tablas de pinotea y chapas de zinc, así como herramientas y materiales de construcción y una carga de carbón para la eventual presencia del vapor General Brown. 
A fines de julio desembarcó gravemente enfermo el teniente Pietrowich, falleciendo a los pocos días. Su reemplazante, el teniente Juan S. Walker, enfermó también y fue reemplazado por el joven subteniente Valentín Feilberg.
La Chubut zarpó en la mañana del 22 de agosto de 1873. La tripulación estaba constituida por el comandante, teniente coronel Guillermo Lawrence, subteniente y contador Bribaldo Palacios, subteniente y segundo de a bordo Valentín Feilberg, práctico de la costa patagónica Francisco Arrevoir, contramaestre Jorge Stevens (galés), guardián primero Roberto Marshall, guardián segundo José Donovant, carpintero Marcelino Wilkinson, despensero Carlos Reinaldo, cocinero Tomás McMillan, timoneles gavieros Ricardo Martínez, Jorge Labrano, Augusto Galis, Antonio Brione, Henry Wint, William Jacobs (galés) y Jorge Hall, marineros Peter West, Apóstol Zebra, James Conly, Francisco Bregnoli, Pedro Renovares, Manuel Machado, Miguel Max, Ángel Mont, José Pitt, Miguel Duffi (genovés), Francisco Bernano, José Lúea, Antonio Trelles, Cecilio López, Guillermo Grahain, Juan Echeverría (correntino), Juan Wilson, Joseph Cordle, James Fisca, Davis Smith, John Lee, Juan Prieto, William Wolf y James van Orden.
Al llegar a cabo San Antonio Lawrence abrió sus instrucciones en reunión de oficiales: debía navegar sin escalas hasta el río Santa Cruz para ocupar de sus orillas especificando que "si al llegar la Chubut a Santa Cruz encontrara buques chilenos en la parte sur del río, sin comprometer el honor de la bandera tomará posesión de la parte norte" donde levantaría un puesto que alojaría una guardia permanente.
Dadas las desfavorables condiciones climáticas, la navegación se prolongó hasta el 12 de octubre de 1873 cuando la Chubut arribó al Cañadón de los Misioneros. Allí Ernesto Rouquaud, autorizado a mediados de 1871 a colonizar ambas márgenes del río, había establecido en la ribera sur una precaria factoría para explotar la actividad pesquera.
La Chubut recorrió ambas márgenes del río y su desembocadura, hallando cerca de la orilla sur estacas clavadas y materiales de construcción: la goleta a vapor de guerra chilena Covadonga (630 toneladas de desplazamiento, dos cañones Armstrong de 70 libras) había estado hasta una semana antes de llegar la Chubut, partiendo luego a Punta Arenas.
Ante las evidencias de la presencia de naves chilenas, Lawrence dio inicialmente órdenes de ocupar la margen norte del Santa Cruz, lo que motivo una seria diferencia de opinión con Feilberg respecto de los alcances de las instrucciones recibidas de la Comandancia.
Finalmente, Lawrence acordó ocupar la ribera sur y encomendó para dirigir las obras a Feilberg, quien eligió el lugar donde los tripulantes de la Covadonga habían empezado la suya. En cinco días se levantó una construcción de madera de un solo ambiente y techo de chapa acanalada, un pequeño cuadrado de cinco metros de lado que, dado que implicaba la toma de posesión efectiva del territorio al sur del Santa Cruz, fue inaugurada solemnemente izando la bandera argentina saludada con 21 cañonazos.

### Descubrimiento de Lago Argentino

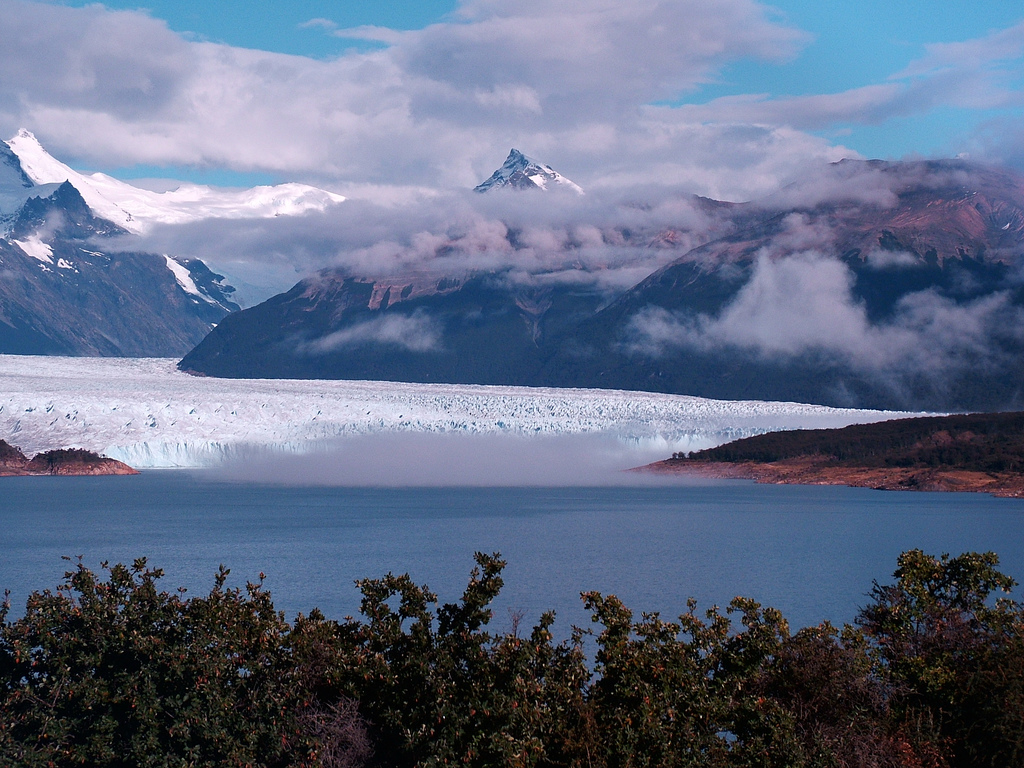
Lago Argentino.

Durante la estadía de la Chubut en el estuario, Luis Piedra Buena entregó al comandante Lawrence la nota que Roberto Fitz Roy, comandante del HMS Beagle dejara en 1832 como constancia de sus exploraciones río arriba. 
Dejando un destacamento de quince hombres armados con rifles Enfield al mando del subteniente Bribaldo Palacios, Lawrence se internó río arriba con la Chubut hasta la desembocadura del Zanjón de las Salinas.
Imposibilitado de seguir viaje con la goleta, Lawrence puso a Feilberg al frente de un destacamento compuesto del contramaestre Jorge Stevens, el timonel William Jacobs y los marineros Miguel Duffi y Juan Echevarría, con la misión de alcanzar las fuentes del Santa Cruz. El 6 de noviembre de 1873 iniciaron el azaroso viaje con menos recursos que sus predecesores: "El chinchorro del buque, de catorce pies de quilla, víveres para veinte días, instrumentos de la época: una brújula y un catalejo, un octante y un horizonte artificial, un escandallo vulgar, lápiz y papel".
Al cabo de 17 días de marcha Feilberg alcanzó el Valle del Misterio, punto máximo alcanzado por los expedicionarios del HMS Beagle. El 26 de noviembre Feilberg alcanzó finalmente un lago que juzgó era el lago Viedma, siendo en realidad el Lago Argentino. Durante cuatro días exploró sus costas que recorrió desde el nacimiento del Santa Cruz en tramos de nueve leguas hacia el sur y otras nueve al norte. Durante este último recorrido halló la desembocadura de un segundo río procedente del norte. Aunque Feilberg no lo sabía corría desde el verdadero lago Viedma, que se encontraba a solo setenta kilómetros de allí.
Agotadas las provisiones e impedido de internarse con su bote en el lago por el intenso viento y el fuerte oleaje, decidió emprender el regreso, antes de lo cual redactó una nota que metió en una botella y dejó junto a un mástil al que ató la bandera argentina y que levantó usando uno de sus remos.
El mensaje resumía la expedición: "Lago Viedma, noviembre 29 de 1873. El día 6 de noviembre de 1873 salí de la desembocadura del río Santa Cruz con un pequeño bote de la goleta argentina Chubut y 4 hombres de la tripulación para explorar el río hasta el lago Viedma. A los 20 días de la salida llegué a la boca del lago, el día 26 de noviembre; durante estos 20 días tuve vientos muy fuertes del tercero y cuarto cuadrantes; al día siguiente de llegar, como no me fue posible entrar al lago por el río por la mucha corriente y fuertes vientos, pasé el bote sobre la playa hasta el primer río que desemboca en el lago en la parte norte y lo mismo hice en el del sur. Hoy, 29 de noviembre, hace tres días que estoy aquí sin poder hacer nada por el tiempo malo, y como las provisiones se me están acortando, vuelvo para abajo llevando la latitud y la longitud del lago, para darle su posición verdadera, que aún se ignoraba. Valentín Feilberg. Subteniente de la Marina Argentina".
En los primeros días de diciembre la pequeña expedición se reintegró tras 4 días de marcha a la Chubut.
Poco después de regresar Feilberg apareció en el estuario la corbeta chilena Abtao, moderno buque de guerra a vapor de 2100 toneladas de desplazamiento, armada con 3 cañones Armstrong de a 150 libras, 4 Whitworth de a 32 lb y 1 Parrot de a 20 lb, al mando del capitán de corbeta Jorge Montt Álvarez. 
La noticia de las actividades de la Chubut había llegado a las autoridades chilenas que el 26 de octubre de emitieron una declaración afirmando que la autoridad de esa nación debía ser respetada al sur del río Santa Cruz.
Sin embargo y pese a la gran disparidad de fuerzas, al encontrar la ribera sur ocupada por los argentinos Montt de acuerdo a sus instrucciones aceptó el hecho. Lawrence comisionó a Feilberg para trasladarse a la Abtao en visita de cortesía que fue prontamente devuelta por Montt. Ambas tripulaciones confraternizaron y fueron huéspedes de los Rouquaud en Los Misioneros, hasta que la Abtao, tras una semana de permanencia en Santa Cruz, levó anclas de regreso a Punta Arenas. El conflicto recrudecería en 1876 con las capturas de la Magallanes y motivaría en 1878 la llamada Expedición Py.

### Segunda expedición

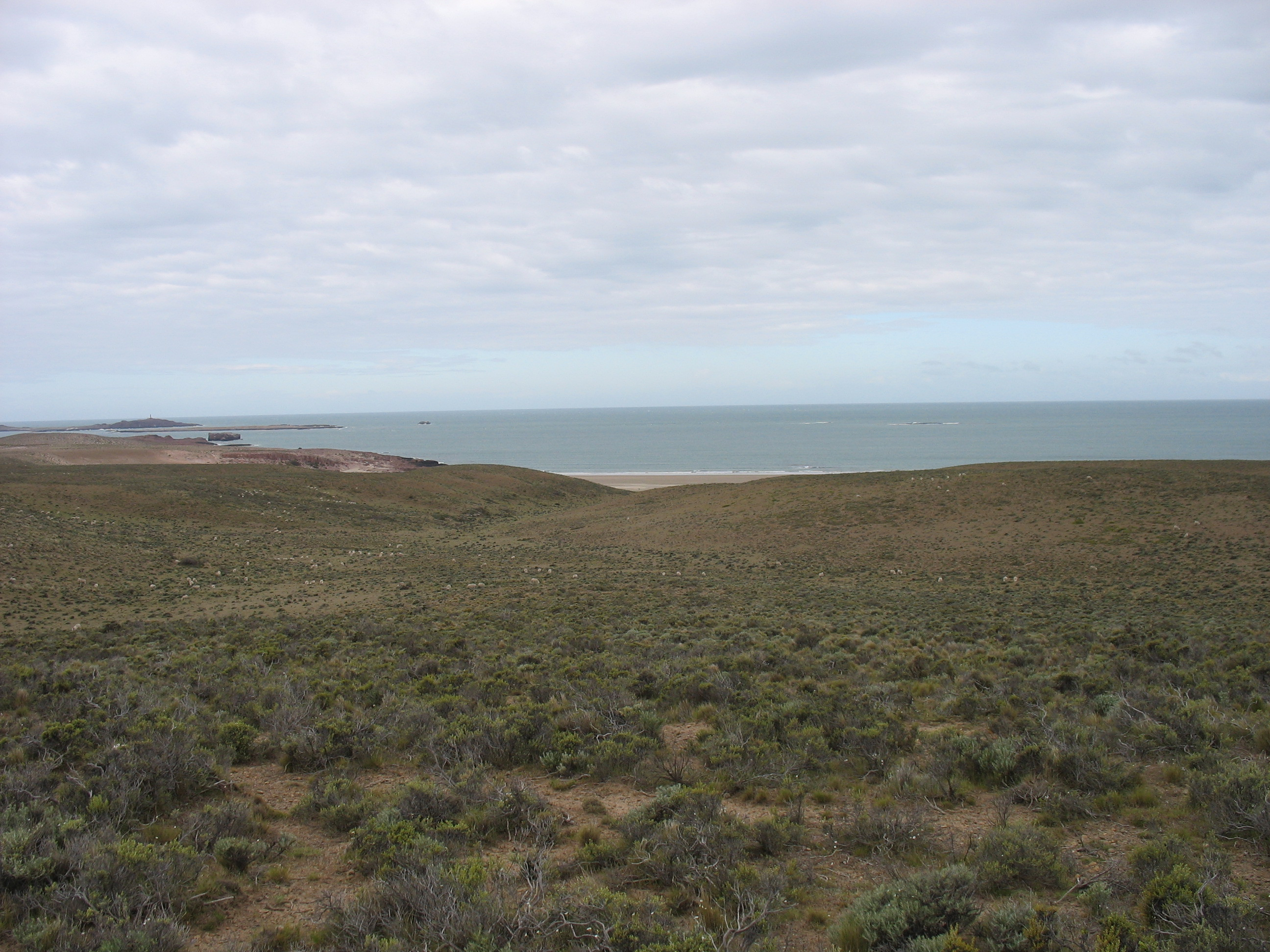
Bahía del Oso Marino.

El 1 de enero de 1874, dejando 3 hombres en la casilla al mando de un cabo, la Chubut zarpó hacia Carmen de Patagones para reabastecerse. En Bahía del Oso Marino encontró encallada y desarbolada una barca de 600 t por lo que buscó náufragos sin éxito por tres kilómetros, hasta la isla Pingüino, continuando entonces su viaje.
En Patagones dejaron la nave el subteniente Palacios y el práctico Arrevoir, incorporándose como nuevo práctico Jorge H. Bornes. Tras reaprovisionarse, zarpó alrededor del 18 de febrero de 1874 rumbo a Santa Cruz. En su viaje exploró nuevamente las costas en busca de los posibles sobrevivientes de la barca, hasta que averías en el timón la obligaron a permanecer varias semanas en Bahía del Oso Marino. 
Arribó a Santa Cruz el 6 de marzo y varias semanas después, pese a la cercanía del invierno y las condiciones climáticas extremas, Lawrence encargó a Feilberg dirigir una expedición por tierra para explorar el territorio al sur del río Santa Cruz hasta Río Gallegos. 
Acompañado por dos marineros y conduciendo una tropilla de caballos, Feilberg recorrió durante diez días un territorio deshabitado y desconocido, en medio de fuertes vientos que dificultaban la marcha, intensas nevadas y un frío penetrante. 
A poca distancia de su objetivo encontró crecido el río Coyle, por lo que Feilberg ordenó cruzarlo a nado y proseguir la marcha. Siguieron hasta corta distancia del río Gallegos pero a consecuencia del cruce Feilberg presentaba ya signos de congelamiento en una de sus piernas por lo que debió ordenar el regreso.
En mayo de 1874 Feilberg fue enviado a Punta Arenas desde donde pasó en un buque británico a Buenos Aires para su recuperación, pasando a desempeñarse como segundo de la Chubut el nuevo piloto, Jorge H. Bornes.
En setiembre de 1874 arribaron al río Santa Cruz el bergantín goleta Coronel Rosales y el cúter White, al mando conjunto del teniente coronel de marina Martín Guerrico, comandante de la nueva Escuadrilla del Sur a la que debía incorporse la Chubut.
Con noticias desfavorables respecto de su apego a las órdenes, Guerrico depuso inmediatamente del mando a Lawrence y le impuso prisión hasta la realización de un sumario, reemplazándolo al mando del Chubut por el teniente Francisco Moreno Llovet de la dotación del Rosales. 
Aprovechando que la detención se reducía a su palabra conservando libertad de movimientos y la presencia en el estuario del velero mercante Pasquale Quartino que recogía bienes de la empresa Rouquaud, ya en liquidación, Lawrence se refugió en el mercante cuando se disponía a partir. El Pasquale Quartino, a bordo del cual iba también Ernesto Rouquaud hijo, se perdería sin embargo en el océano sin sobrevivientes.
La goleta Chubut, incorporada a la Escuadrilla del Sur, colaboró en la exploración de la costa hasta río Gallegos hasta el 29 de octubre de 1874, cuando pasó a Carmen de Patagones. Allí recibió orden de pasar a Buenos Aires, y el 22 de diciembre fondeo en balizas interiores del puerto de Buenos Aires, ya resuelto su desguace. 

### Fin de laChubut
En marzo de 1875 realizó al mando del capitán Juan Jaime Dailey un último viaje transportando carbón a Concepción del Uruguay destinado a la Escuadrilla del Río Uruguay a las órdenes del coronel Bartolomé Cordero.
De regreso en Buenos Aires, fue licenciada la tripulación y reemplazada por 8 hombres de la Capitanía de Puerto, que se encargaron de hacer efectivo su desarme, siendo finalmente radiada del servicio.
A fines de 1875 fue vendida en remate público por la suma de m$c 15.000 pesos y tras ser reparada y modificada en bergantín goleta con gavías dobles, en 1876 fue matriculada con el N° 987 en la marina mercante de cabotaje, cumpliendo esa tarea hasta 1894.